# Mezhdurechenski (Krasnodar)
Mezhdurechenski (del ruso: Междуреченский) es un jútor del raión de Pávlovskaya del krai de Krasnodar, en Rusia. Está situado a orillas del río Tijonkaya, afluente por la derecha del Chelbas, 11 km al suroeste de Pávlovskaya y 127 km al nordeste de Krasnodar, la capital del krai. Tenía 603 habitantes en 2010.
Pertenece al municipio Novoplastúnovskoye.